# Лејк Вазича (Висконсин)
Лејк Вазича (енгл. Lake Wazeecha) насељено је место без административног статуса у америчкој савезној држави Висконсин.

## Демографија
По попису из 2010. године број становника је 2.651, што је 8 (-0,3%) становника мање него 2000. године.
| Група             | 2000.         | 2010.         |
| Белци             | 2.594 (97,6%) | 2.596 (97,9%) |
| Афроамериканци    | 4 (0,2%)      | 5 (0,2%)      |
| Азијати           | 21 (0,8%)     | 13 (0,5%)     |
| Хиспаноамериканци | 21 (0,8%)     | 12 (0,5%)     |
| Укупно            | 2.659         | 2.651         |